# Mihama, Aichi
Mihama (japanska: 美浜町?, Mihama-chō) är en landskommun i Aichi prefektur i Japan. Kommunen ligger cirka 44 km söder om centrala Nagoya.